# Joseph Duruey
Joseph Duruey, seigneur de Sannois, né en 1741 et mort guillotiné à Paris le 18 mars 1794, est un administrateur et financier français, administrateur du Trésor du roi Louis XVI sous l'ancien Régime, puis de la Trésorerie nationale de 1790 à 1792 et conseiller d'État.

## Biographie
Joseph Duruey exerce la fonction de maître des requêtes à Poitiers en 1782.
Il achète une charge de secrétaire du roi en 1782 et obtient le poste de receveur général des Finances de la Généralité de Poitiers en 1783.
Puis, il achète la charge d'agent de change et il est nommé à la cour de Versailles, trésorier des Affaires étrangères, et banquier de la cour en 1787.
Il est administrateur de la Caisse d'Escompte de 1787 à 1792 et administrateur du Trésor royal sous l'ancien Régime, puis de la Trésorerie nationale de 1790 à 1792.
Condamné par le Tribunal révolutionnaire de Paris, il est guillotiné le 28 ventôse de l'An II (18 mars 1794), sur la place de la Révolution à Paris. Il est inhumé à la Chapelle expiatoire
Il était propriétaire du château de Mortefontaine.

## Famille
La famille Duruey résidait au XVIIe siècle à Paris. Edmé Duruey, grand-père de Joseph, était cocher du duc de Mecklembourg (1623-1692), époux d'Élisabeth-Angélique de Montmorency-Bouteville, (1627-1695) à Paris.
Joseph est le fils de Pierre Duruey (1697-1767) et d'Anne Nicole Loignon de Beaupré. Il épouse à Paris le 14 juillet 1767 à Saint-Eustache, Jeanne Morin, qui lui donne deux filles :
- Antoinette, (1768-1816). Elle épouse Vincent Philippe de Laage de Bellefaye (1764-1824), fils de Clément de Laage, ancien fermier général, qui fut guillotiné au cours de la même année que Joseph Duruey, en 1794. Le jeune ménage de Laage de Bellefaye est à l'origine d'une nombreuse postérité.
- Angélique, (1770-1851). Elle épouse Antoine Pierre de Chaumont de La Galaisière (1759-1846).

Le 24 décembre 1790, Joseph Duruey et son épouse, Jeanne Morin, achètent à Louis Le Peletier de Mortefontaine, le château de Mortefontaine dans l'Oise. Le domaine tombe dans le giron de l'État, comme Bien national, après la condamnation de Duruey, en 1794. C'est le frère du Premier consul, Joseph Bonaparte qui s'en portera acquéreur par acte du 20 octobre 1798.

## La Révolution
Joseph Duruey, ancien administrateur de la trésorerie royale, est maintenu à son poste avec le titre d'administrateur de la Trésorerie nationale, sous les régimes de l'Assemblée nationale constituante (9 juillet 1789-30 septembre 1791) et de l'Assemblée nationale législative (1er octobre 1791-20 septembre 1792). Pendant ces périodes, il est également confirmé à son poste d'administrateur de la Caisse Nationale d'Escompte
- Le 9 août 1789, l'Assemblée, informée des besoins urgents de l'État, décrète la levée d'un grand emprunt national de 30 millions dont l'émission est confiée aux soins de Joseph Duruey.
- Le 21 décembre 1789, le roi autorise Joseph Duruey à signer et à délivrer à la Caisse d'Escompte, cent soixante dix millions d'assignats, conformément aux décrets votés par l'Assemblée nationale les 19 et 21 décembre.

L'affirmation selon laquelle au mois de février 1791, le roi aurait informé en grand secret Joseph Duruey de son intention de quitter Paris, est à considérer avec circonspection, car Louis XVI aurait en cela suivi le Plan d'évasion vers Montmédy concocté par Mgr d'Agoult évêque de Pamiers. Or, Mgr d'Agoult était un agent secret de Marie-Antoinette, et non de Louis XVI. Pour financer son projet, le roi aurait sollicité un prêt de son fidèle trésorier: Selon les actes enregistrés en janvier 1793 au procès du roi: Joseph Duruey lui a prêté la somme de 3.200.000 livres, à un taux d'intérêt de 5%, prélevée sur sa cassette personnelle. La fuite avortée du roi à Varennes les 20 et 21 juin 1791, n'avait pas permis aux révolutionnaires de découvrir l'origine de ce financement et Joseph Duruey ne semble pas avoir été recherché comme complice à cette époque.
Toutefois, à la suite de la prise du palais des Tuileries en date du 10 août 1792, sous le régime de la Convention nationale, le ministre de l'intérieur Jean-Marie Roland de La Platière découvre une Armoire de fer dissimulée dans le mur des appartements royaux et communique à l'Assemblée des documents compromettant gravement l'entourage de Louis XVI, et notamment les relevés de comptes de Joseph Duruey.
Emprisonné à la Conciergerie Joseph Duruey, administrateur de la Trésorerie nationale, est condamné à mort comme conspirateur, le 28 ventôse de l'an 2, (18 mars 1794) et guillotiné le même jour.